# Neolítico Saarano
O Neolítico Saarano foi uma cultura do Saara. Povoamentos neolíticos prosperaram no Saara Central, Sul do Saara e no Deserto Ocidental, ao sul do Oásis Kharga; estes foram divididos em três períodos: Neolítico Inferior (8800-6 800 a.C.), Neolítico Médio (6600-5 100 a.C.) e Neolítico Superior (5100-4 700 a.C.)

## Neolítico Inferior
Há predominância de sítios sazonais (localizados em Nabta Plaia e Bir Kiseiba) grandes e pequenos habitados por caçadores, coletores e criadores de animais; os sítios são compostos por casas ovais e circulares com fornos e poços para cozinhar e silos. A habitação de tais assentamentos esteve ligada às mudanças climáticas ocorridas ao longo do período: fases úmidas (El Adam; El Nabta; El Jerar) foram intercaladas por fases secas (El Ghorab).
Lâminas, ferramentas geométricas, ferramentas de estilo microburil, mós, fragmentos de cerâmica decorada com linhas e pontos e cascas de ovo de avestruz utilizada como recipientes são algumas das produções locais. Os animais domésticos forneciam leite e sangue, enquanto a caça fornecia carne e a coleta, as plantas; bovinos, lebres, gazelas, grãos (sorgo, milheto), jujubas, sementes de leguminosas e possíveis tubérculos, acácias e tamargueiras são alguns dos restos orgânicos que foram encontrados. Aparentemente os pastores do Saara "parecem ter seguido o moderno modo africano de pastoreio em usar seus animais como fontes vivas de proteínas (leite e sangue) e não para a carne". Além disso, os restos vegetais descobertos "não tem paralelo em sítios desta idade na África, e tem muito poucos iguais em qualquer lugar do mundo" e representam "uma flora sub-desértica ou saheliana".

## Neolítico Médio
Segundo Wendorf e Schild este período, assim como o anterior, é caracterizado por fases úmidas intercaladas por fases áridas; segundo Friedman houve apenas uma única fase árida datada em 6000 AP, quando houve uma quebra na ocupação do Deserto Ocidental "depois que o tempo a vida poderia ir apenas ir em alguns lugares ecologicamente favoráveis como Gilf Kebir" O maior sítio deste momento é Nabta Plaia. Vasos polidos, cerâmica do tipo "Cartum" (vasos globulares cobertos com linhas elaboradas e onduladas), folhados, pontas de flechas de base côncava, lunados e outras ferramentas geométricas são alguns dos produtos produzidos durante o período.

## Neolítico Superior
Foram erigidos alguns alinhamentos megalíticos em Nabta, sendo o chamado "Círculo do calendário" o mais conhecido: é composto por três alinhamentos de 30 arenitos e um conjunto de oito túmulos com lajes. Segundo Friedman: "A evidência de Nabta sugere que o deserto, mais do que anteriormente realizado, contribuiu para a formação intelectual e as ideias que fizeram possíveis as pirâmides". Também em Nabta Plaia foi atestado um cemitério conhecido como Galel Ramlah, um cemitério composto por três zonas de sepultamento humano com inumações primárias e secundárias. O espólio tumular inclui cerâmica, pedra de chão, adornos pessoais, pigmentos, chifres de animais. Dois túmulos foram tratados de forma específica: "Além de reunir os ossos de cada indivíduo para enterro, parece que os ocupantes neolíticos da bacia também tentaram substituir dentes que haviam caído dos alvéolos durante o manuseio. Esta ação foi percebida por vários dentes estarem fixados em posições anatômicas incorretas. A interpretação do fato é que "embora o conhecimento anatômico tenha sido deficiente, a sepultura Gebel Ramlah difere reverência a seus mortos (...) pode ter sido um fator na coleta e reinserção dos dentes".
Foram identificados mós do tipo bacia, celtas polidos e lixados, lâminas, paletas cosméticas, ornamentos foram produzidos. A cerâmica é polida, lisa e possui coloração preta no topo. Segundo Vermeersch "A razão para esta transição súbita não é de forma óbvia, mas a sua ocorrência no Deserto Ocidental é de grande importância para nossa compreensão da origem das culturas pré-dinásticas no vale do Nilo".